# Lophocampa annulosa
Lophocampa annulosa är en fjärilsart som beskrevs av Walker 1855. Lophocampa annulosa ingår i släktet Lophocampa och familjen björnspinnare. Inga underarter finns listade i Catalogue of Life.